# ساعت رسمی پاکستان

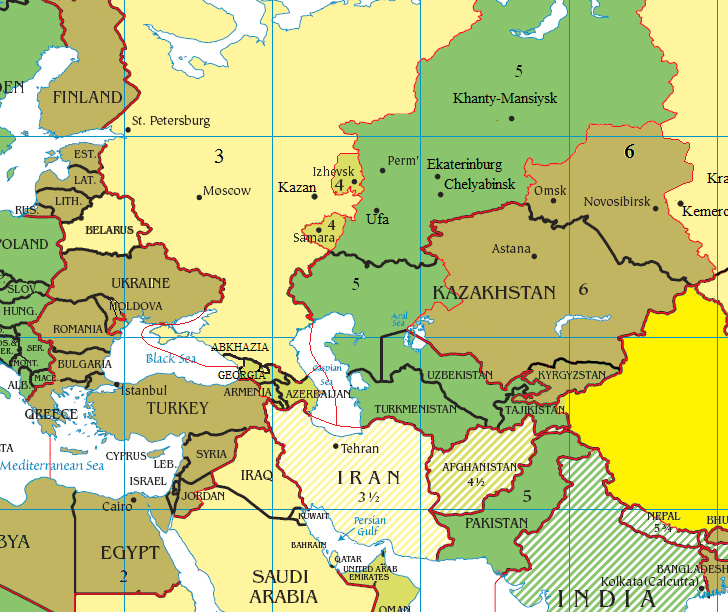
ساعت رسمی پاکستان و کشورهای همسایه‌اش.

ساعت رسمی پاکستان (اردو: پاکستان معیاری وقت و به طور اختصاری، PST یا PKT) منطقه زمانی‌ای است که در پاکستان به کار می‌رود.